# 吉田橋
吉田橋（よしだはし）は、神奈川県横浜市中区の馬車道と伊勢佐木町の間の首都高速道路の掘割に架かる道路橋である。1869年に架けられた2代目の橋は、日本初の無橋脚鉄製トラス橋、日本で2番目の鉄製の橋梁として知られる。現在の橋は1978年に完成した5代目である。

## 歴史

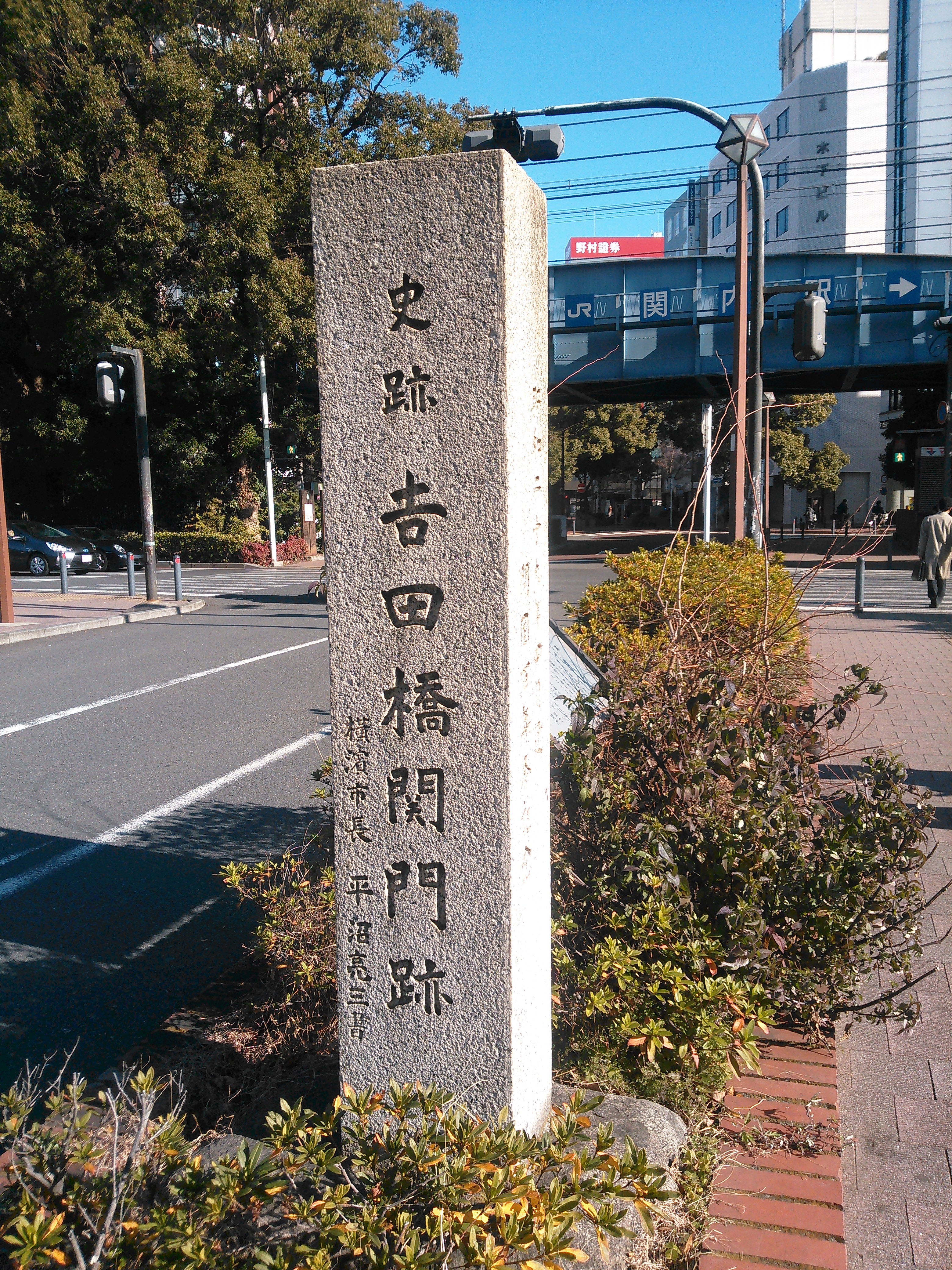
吉田橋関門跡（横浜市登録地域史跡）の碑

江戸時代に吉田勘兵衛により埋め立てられた吉田新田と、太田敬明により埋め立てられた太田屋新田の間に流れる派大岡川には、1859年（安政6年）の横浜港開港の頃に仮橋が架けられ、東海道と横浜港を結ぶ横浜道が通された。外国人居留地とその外部を隔てる関門番所がおかれ、この関所の内側にあたる一帯は現在でも関内と呼ばれている。
3年後の1862年（文久2年）には仮橋から木造の本橋に架け替えられた。この橋は多くの橋脚を立てなければ耐えられないほどの簡易なもので、馬車の通行に支障をきたすと居留地の外国人らから苦情が寄せられた。これを受け、1869年（明治2年）にお雇い外国人の灯台技師リチャード・ブラントンにより錬鉄製の無橋脚トラス橋に掛け替えられた。鉄材はイギリスに発注され、橋長は約13間（約23.6 m）、幅約5間（約9.1 m）、トラスの高さは約6尺（約1.8 m）で、工費は当時の額で7000円であった。1869年11月の完成から1874年6月までの間は馬車1銭、人力車5厘の橋税（通行料）が徴収され、「鉄」と「金銭」をかけて「かねの橋」と呼ばれた。当時の絵師たちからも評判になり、五雲亭貞秀の『横浜鉄橋之図』、三代目歌川広重の『横濱吉田橋ヨリ馬車道之真景』などの錦絵に描かれた。吉田橋を通じて、関内の繁栄がかつて沼地であった伊勢佐木町に広がっていくが、のちの埋め立てにより橋が道路より低くなる事態となり、1877年に信州人の宮坂初太郎・土屋茂十郎によって、5隻の台船を橋の下に並べ、潮の干満を利用して橋を1.5 m扛上する工事が行われた。

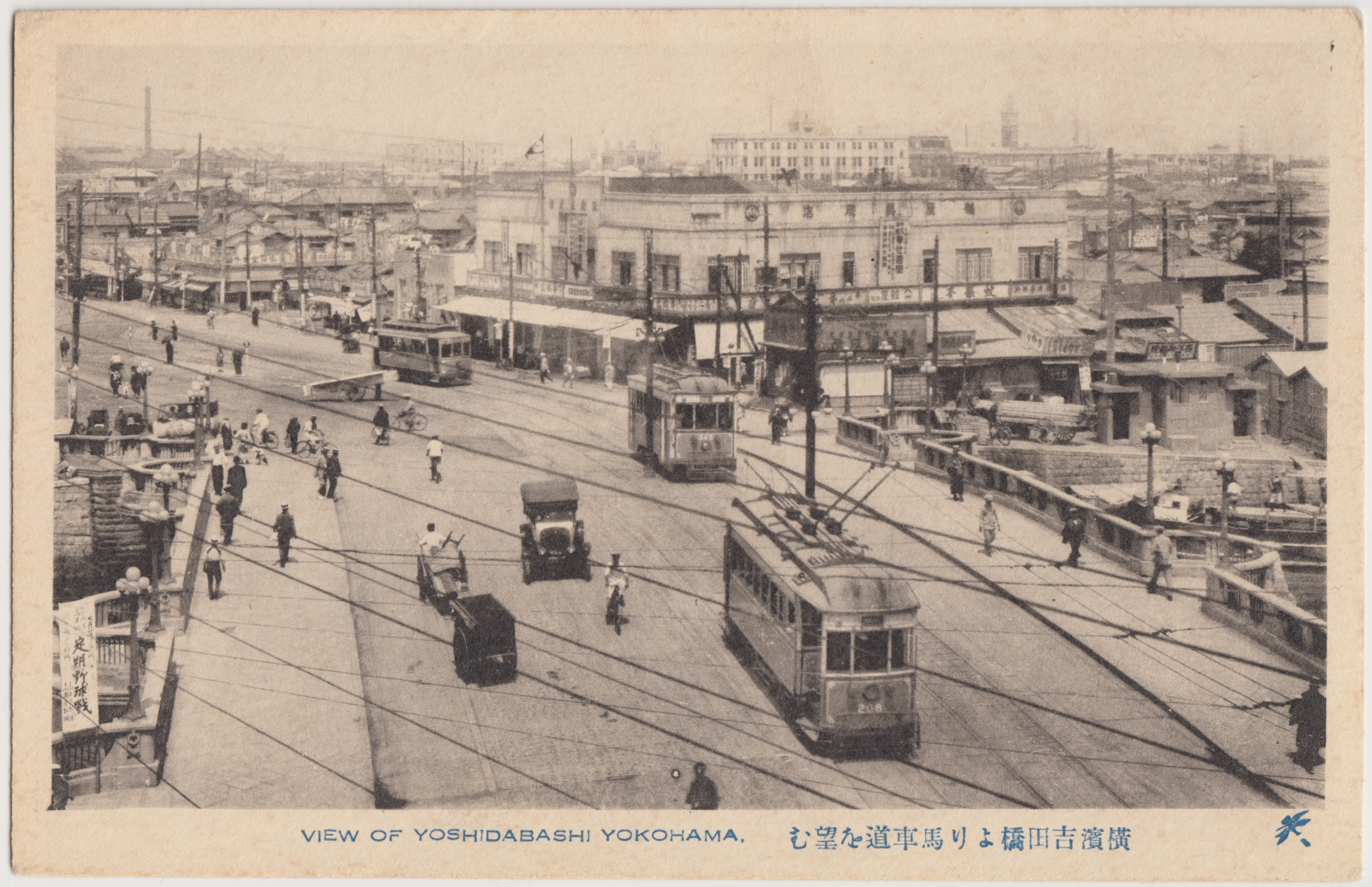
吉田橋を渡る市電

1910年5月には16万円余りの工費を投じ、橋長約20間（約36.4 m）、中央径間60フィート（約18.3 m）、側径間25フィート（約7.6 m）の鉄筋コンクリート製3連アーチ橋への架け替え工事を着工し、1911年10月に完成した。幅は12間（約21.8 m）で、7間（約12.7 m）の車道の両脇に各2間（約3.6 m）の歩道が設けられた。ヨーロッパ様式のモダンなデザインで、橋詰と橋脚上にはバルコニーが設けられた。車道部分には1912年に横浜市電の軌道が敷設されたが、関東大震災後に軌道は60 mほど下流側の羽衣橋に移された。
第二次世界大戦後には地盤沈下によりアーチに変形をきたしたため、軟弱地盤に耐えうる橋に架け替えられることになる。1957年9月に着工、4714万円の工費をかけ、翌年5月には橋長38.5 m、総幅22 mのゲルバー式混合橋が完成した。
派大岡川は1971年に廃川となり、その跡には1978年に半地下構造の首都高速横羽線が開通した。両岸の地上部は新横浜通り（山下長津田線）の上下線が通る。この工事に合わせ、吉田橋も架け替えられることになった。
1993年（平成5年）11月1日には、かつての関門番所跡が横浜市の「地域史跡」に登録された。

## 現橋

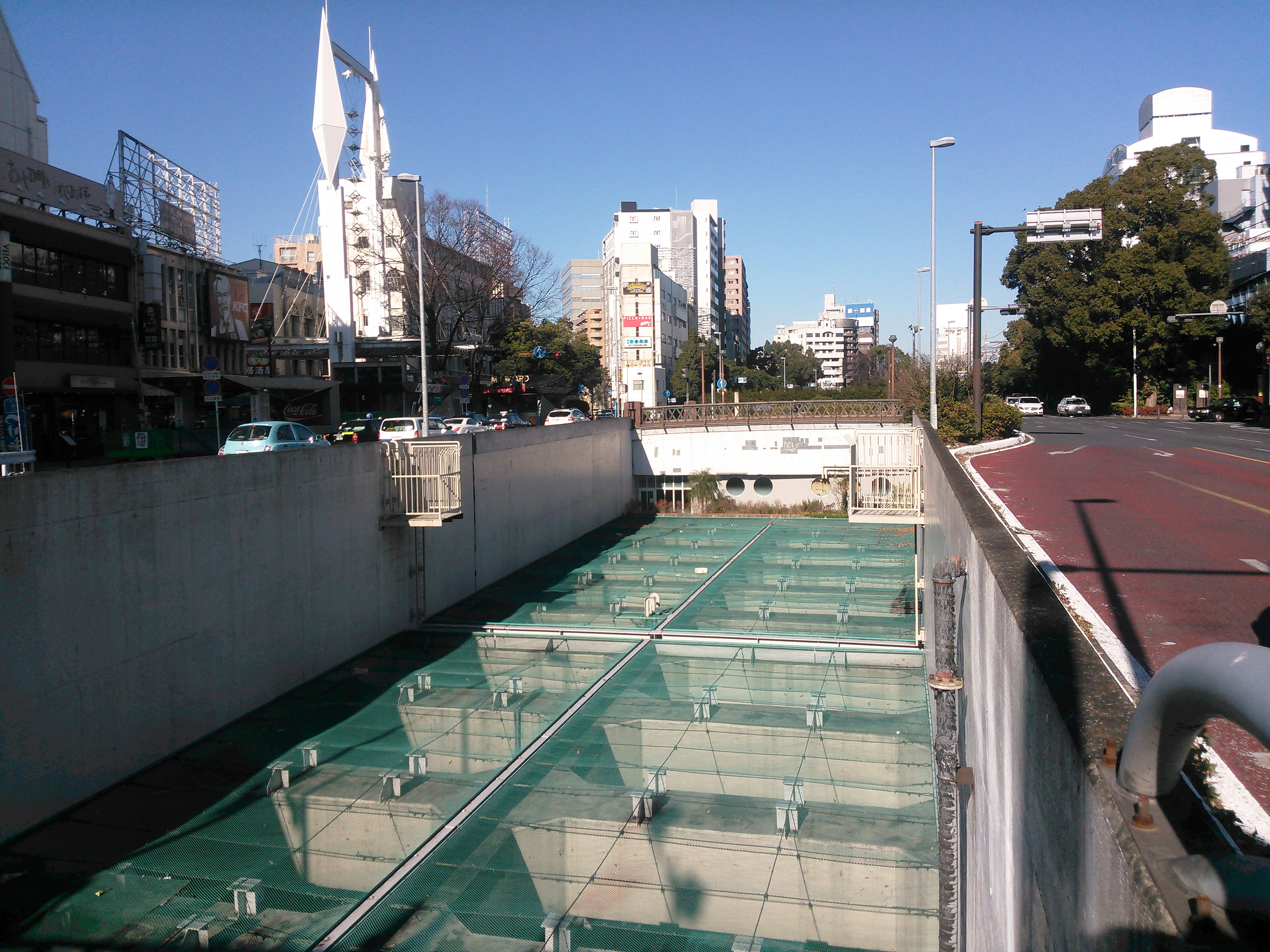
橋梁下層、円い窓のある部分はマリナード地下街。その下を通るのは首都高速横羽線

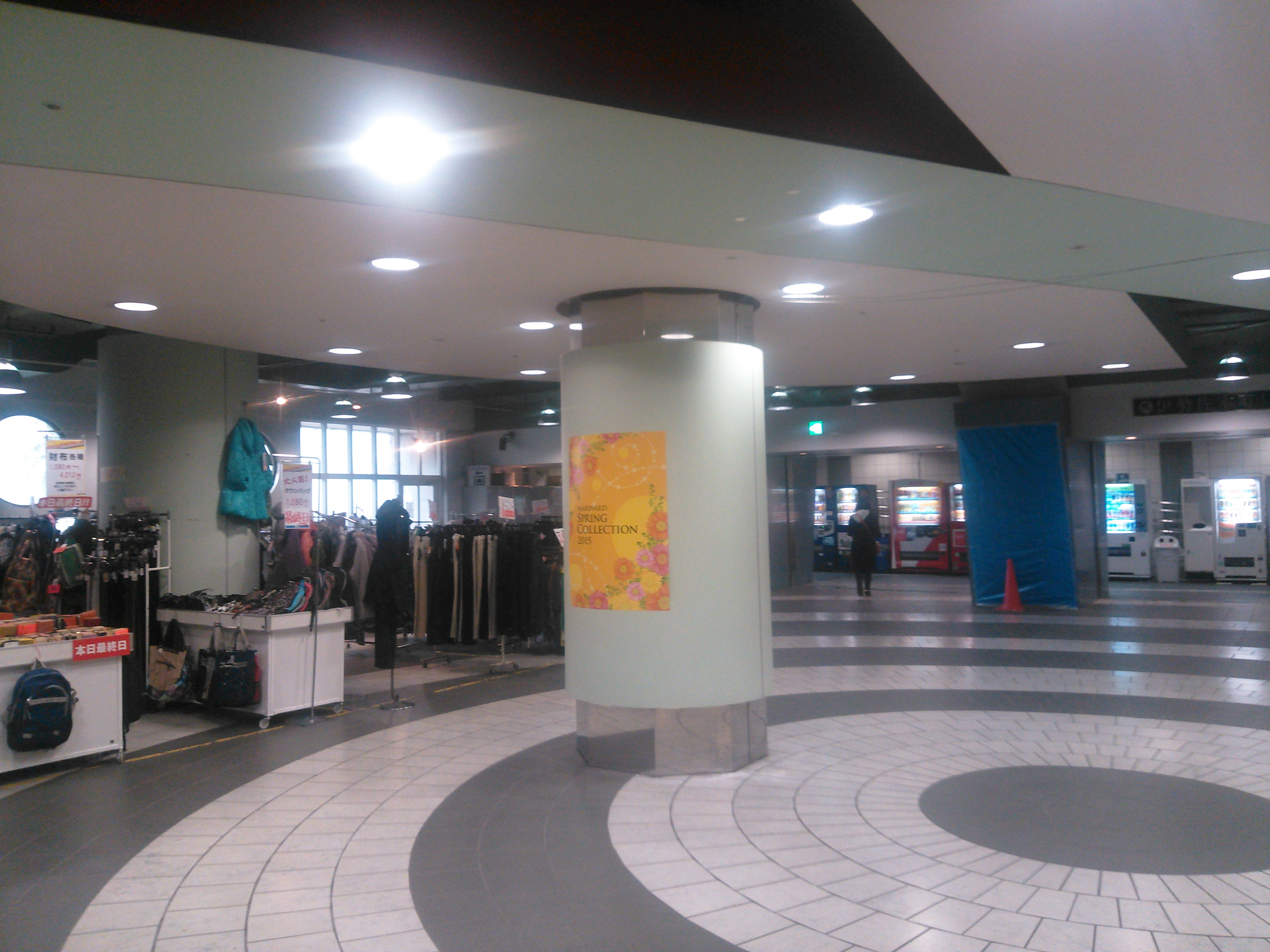
吉田橋地下のマリナード広場。左端の円い窓は、上の写真の窓の裏側に相当する

現在の橋は1862年の木造橋から数えて5代目にあたり、1978年に完成した。2層構造で、上部は2車線の車道とその両側の歩道からなる。車道は馬車道方面から伊勢佐木町方面の一方通行で、イセザキモールは歩行者専用道路であるため、橋を渡った車両は新横浜通り桜木町方面または吉田町通りへの右折のみ可能である。欄干は、2代目の「かねの橋」をイメージした意匠が採られた。橋梁の下層部はマリナード地下街の広場となっている。
- 近隣の横羽線掘割区間の橋・トンネル

（大岡川・桜木町トンネル）-  吉田橋 - 羽衣橋 - 花園トンネル - 花園橋トンネル -（以南は高架となる）

## 橋の名称
吉田橋の名称は吉田新田および同地の開拓に尽力した吉田勘兵衛から採られた。古くは、太田橋と呼ばれた時期もある。現在は、京急本線黄金町駅付近の大岡川に架かる藤棚浦舟通りの橋が太田橋の名称を使用している。